# Протистояння України та Росії в Азовському морі
Протистояння України та Росії в Азовському морі — конфлікт між Україною та Росією в акваторії Азовському морі, викликаний спробами Росії заблокувати українські морські порти та господарську діяльність на Азовському морі, складова російської збройної агресії проти Україн з 2014 року.

## 2018
Надвечір 13 вересня 2018 року патрульний катер ПСКА-651 – проєкту 12150 типа “Мангуст” РФ декілька разів умисно робив небезпечні маневри щодо зближення та перерізання курсу корабля BG-59 «Онікс» Морської охорони Державної прикордонної служби України.

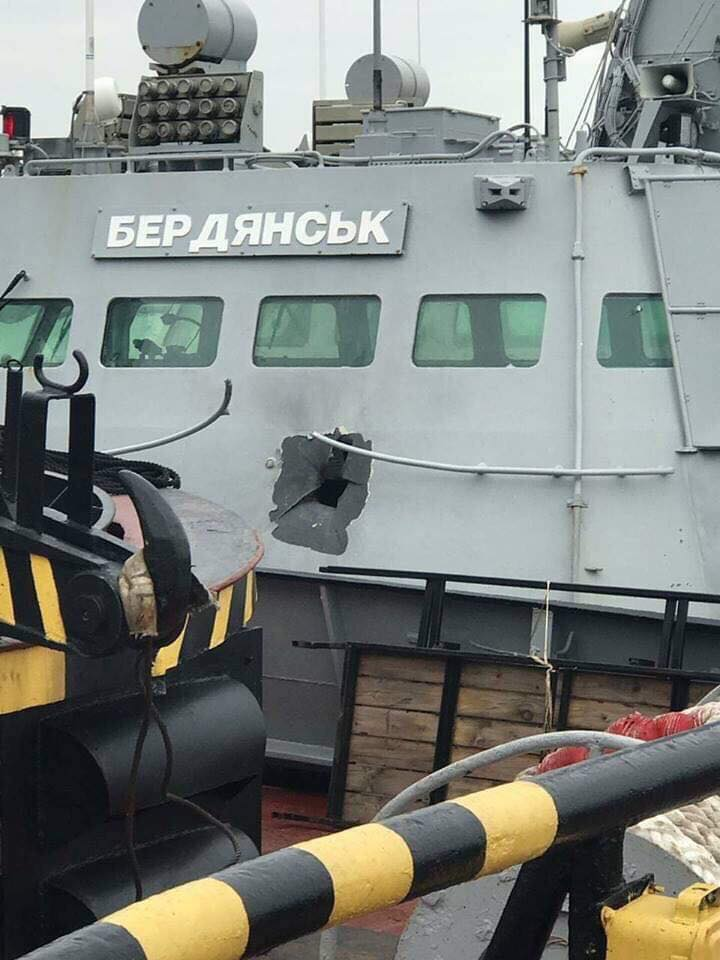
Захоплений артилерійський катер"Бердянськ" з отвором у стерновій рубці

25 листопада 2018 року три судна військово-морського флоту України, які намагалися передислокуватися з причорноморського порту Одеса в порт Азовського моря в Бердянську, були пошкоджені та захоплені службою безпеки ФСБ Росії під час інциденту в Керченській протоці.

## 2021
У ніч з 14 на 15 квітня цього року відбувся інцидент в Азовському морі між трьома малими броньованими катерами "Гюрза-М" ВМС України та п’ятьма катерами і кораблем Берегової охорони Прикордонної служби ФСБ РФ. Інцидент відбувся 25 милях від Керченської протоки, коли катери наших ВМС виконували супровід цивільних суден. З боку РФ дії коригував корабель Берегової охорони ФСБ РФ N 734, за його командами катери ФСБ виконували узгоджені провокаційні маневри щодо МБАКів. Щоб зупинити провокації, морякам ВМСУ довелось попередити про готовність застосувати бортове озброєння. Інцидент обійшовся без жодних втрат для нашого флоту, усі катери ВМС України успішно повернулись назад до гавані.